# Unterseen
Unterseenés és un municipi del cantó de Berna (Suïssa), situat al districte d'Interlaken. Unterseen significa literalment el llac inferior, que és correcte, ja que Unterseen es troba a la zona plana de la riba oriental del llac Thun entre dos rierols, Lombach per sota del Chienberg al nord i l'Aare al sud, que tots dos desemboquen al llac Thun. Tanmateix, la ciutat històrica es troba principalment a la riba nord de l'Aare, que desemboca aquí des del llac Brienz fins al llac Thun (per tant, llac inferior). Just a l'altre costat de l'Aare es troba la ciutat d'Interlaken.

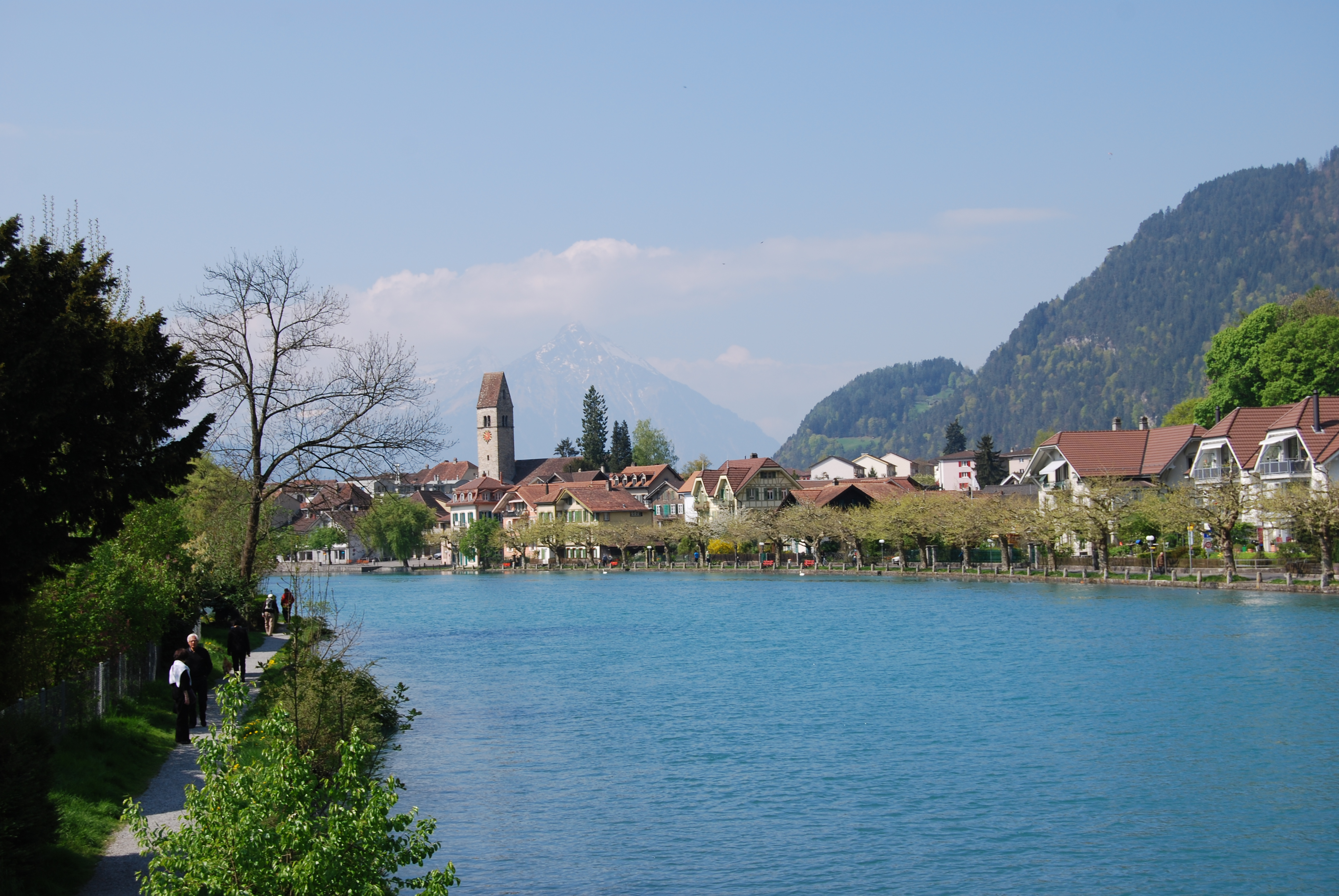
Unterseen

Els dos municipis estan situats a la plana al·luvial entre muntanyes escarpades, que també s'anomena Bödeli.
Unterseen forma una població d'uns 23.300 habitants (2014).
Juntament amb Interlaken, Unterseen és un important centre turístic a les terres altes berneses, i des de la ciutat es poden veure les muntanyes Eiger, Mönch i Jungfrau.